# نادي أهلي تعز
نادي أهلي تعز هو نادي كرة قدم يمني مقره في مدينة تعز. يعتبر واحد من أقدم الأندية الرياضية في اليمن.

## تاريخ
تأسس النادي عام 1950م تحت اسم المركز الثقافي وتوقف نشاطه بعد قيام الثورة اليمنية في سبتمبر 1962م لكنه عاود نشاطه وإعلن مرحلة تأسيس جديدة عام 1969م حيث تم تسميته بالنادي الأهلي الرياضي الثقافي وهو الاسم الذي لا يزال يحمله حتى اليوم.

## الألقاب والإنجازات
كأس رئيس الجمهورية
- البطل (1): 2012.[1]

كأس السوبر اليمني
- الوصيف (1): 2012.[2]